# Peribatodes syrilibanoni
Peribatodes syrilibanoni là một loài bướm đêm trong họ Geometridae.